# 150-ті

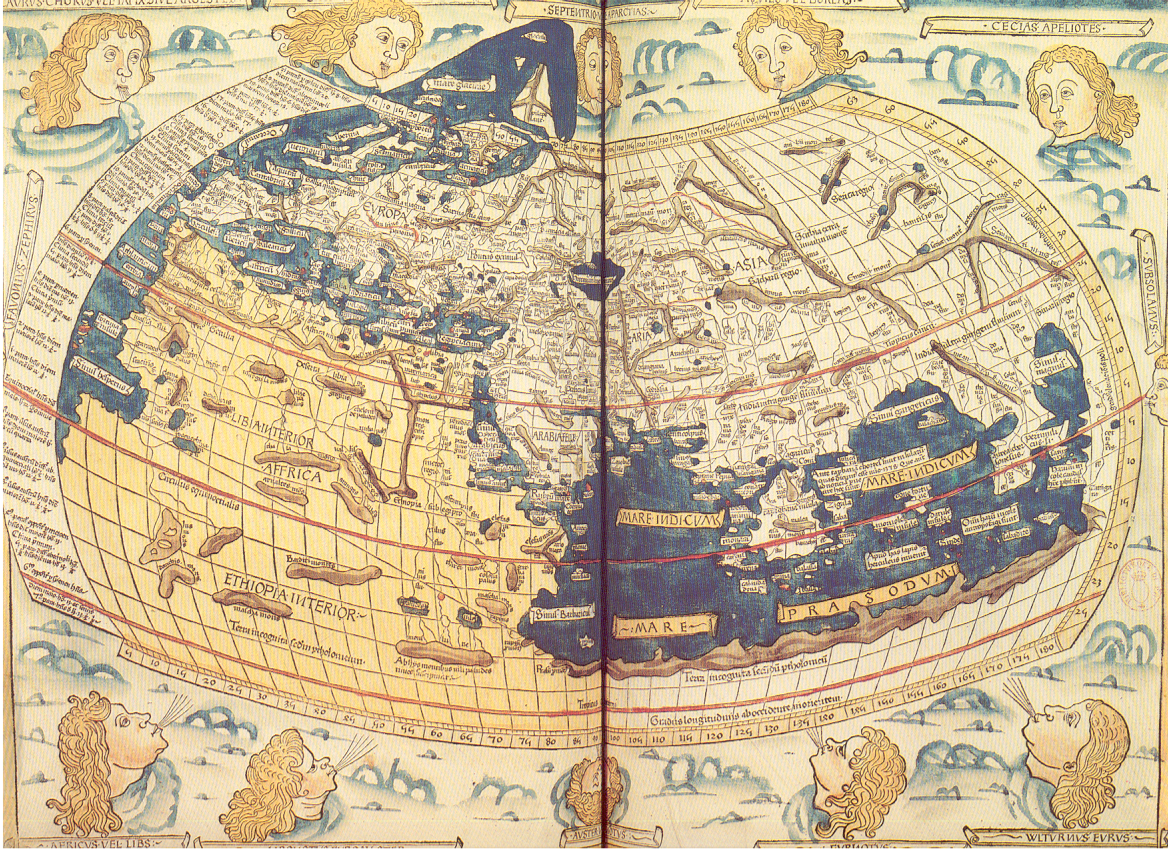
Мапа світу за Птоломеєм. Гравюра на дереві 1482 року роботи Йоганнеса де Армсшейна

## Події
У Римській імперії упродовж десятиліття правив Антоній Пій. Подекуди (в Єгипті, Дакії, Британії) вибухали невеликі заворушення, які швидко придушувалися римськими легіонами. У Парфії правив Вологез III. Він уклав мирний договір з Римом. Боспорське царство згодилося платити данину Риму за захист від аланів. 
У Кушанській імперії в середині десятиліття Гувішка змінив Канішку.  На Корейському півострові продовжувався період трьох держав. У Китаї правила Династія Хань, імператором був Лю Чжи, який прийшов до влади в середині минулого десятиліття. Ханьці воювали з хунну та сяньбі на півночі та цянами в передгір'ї Тибету. Корейський півострів займали три окремі держави.    У 154 році Адалла успадкував від батька державу Сілла.
На святому престолі Анікет змінив у 154-му Пія I. Єретик Маркіон сформував свій біблійний канон. Римляни стратили на вогнищі єпископа Смірни святого Полікарпа.
Клавдій Птолемей приблизно в ці роки написав «Альмагест» та «Географію». Апулей, якого звинуватили в магії,  виголосив знамениту «Апологію».  У місті Аспендосі завершлося будівництво римського амфітеатру.